# Campeonato de Fórmula 3 de 2025
O Campeonato de Fórmula 3 da FIA de 2025 é a sétima temporada do Campeonato de Fórmula 3 da FIA, um campeonato de automobilismo para carros de Fórmula 3, sancionado pela Federação Internacional de Automobilismo (FIA). É uma categoria de corridas de monopostos que serve como terceiro nível de corridas de fórmula no FIA Global Pathway. A categoria será disputada em apoio a etapas selecionadas do Campeonato Mundial de Fórmula 1 da FIA de 2025. Como o campeonato é uma categoria de monotipos, todas as equipes e pilotos do campeonato disputam com o mesmo carro.
Em 2025, foi introduzido um novo chassi fabricado pela Dallara, o Dallara F3 2025, com o campeonato aposentando o Dallara F3 2019 que era usado desde sua primeira temporada como Fórmula 3 em 2019.
A Prema Racing iniciou a temporada como atual campeã de equipes, tendo conquistado seu título na penúltima rodada de 2024 em Spa-Francorchamps.
O piloto brasileiro Rafael Câmara conquistou o Campeonato de Pilotos em sua temporada de estreia com a equipe Trident, após vencer a corrida principal da penúltima etapa na Hungria, tornando-se o primeiro campeão estreante desde o compatriota Gabriel Bortoleto em 2023, e o quarto campeão estreante no Campeonato de Fórmula 3 da FIA.

## Participantes
As seguintes equipes estão programadas para competir no Campeonato de Fórmula 3 da FIA de 2025. Por ser um campeonato de monotipo, todas as equipes competem com um chassi idêntico construído pela Dallara com um motor desenvolvido pela Mecachrome e com pneus fornecidos pela Pirelli.
| Equipe                | No. | Piloto                   | Rodadas  |
| --------------------- | --- | ------------------------ | -------- |
| Prema Racing          | 1   | Brando Badoer            | 1–8      |
| Prema Racing          | 2   | Noel León                | 1–8      |
| Prema Racing          | 3   | Ugo Ugochukwu            | 1–8      |
| Trident               | 4   | Noah Strømsted           | 1–8      |
| Trident               | 5   | Rafael Câmara            | 1–8      |
| Trident               | 6   | Charlie Wurz             | 1–8      |
| ART Grand Prix        | 7   | Laurens van Hoepen       | 1–8      |
| ART Grand Prix        | 8   | Tuukka Taponen           | 1–8      |
| ART Grand Prix        | 9   | James Wharton            | 1–8      |
| Campos Racing         | 10  | Mari Boya                | 1–8      |
| Campos Racing         | 11  | Tasanapol Inthraphuvasak | 1–8      |
| Campos Racing         | 12  | Nikola Tsolov            | 1–8      |
| Hitech TGR            | 14  | Martinius Stenshorne     | 1–8      |
| Hitech TGR            | 15  | Joshua Dufek             | 1–4      |
| Hitech TGR            | 15  | Jesse Carrasquedo Jr.    | 5–6      |
| Hitech TGR            | 15  | Nikita Johnson           | 7        |
| Hitech TGR            | 15  | Freddie Slater           | 8        |
| Hitech TGR            | 16  | Gerrard Xie              | 1–8      |
| MP Motorsport         | 17  | Tim Tramnitz             | 1–8      |
| MP Motorsport         | 18  | Bruno del Pino           | 1–8      |
| MP Motorsport         | 19  | Alessandro Giusti        | 1–8      |
| Van Amersfoort Racing | 20  | Théophile Naël           | 1–8      |
| Van Amersfoort Racing | 21  | Santiago Ramos           | 1–8      |
| Van Amersfoort Racing | 22  | Ivan Domingues           | 1–8      |
| Rodin Motorsport      | 23  | Callum Voisin            | 1–8      |
| Rodin Motorsport      | 24  | Louis Sharp              | 1–8      |
| Rodin Motorsport      | 25  | Roman Bilinski           | 1–8      |
| AIX Racing            | 26  | Javier Sagrera           | 1–2      |
| AIX Racing            | 26  | James Hedley             | 3–4, 6–8 |
| AIX Racing            | 26  | José Garfias             | 5        |
| AIX Racing            | 27  | Nicola Marinangeli       | 1–8      |
| AIX Racing            | 28  | Nikita Bedrin            | 1        |
| AIX Racing            | 28  | Freddie Slater           | 2        |
| AIX Racing            | 28  | Brad Benavides           | 3–8      |
| DAMS Lucas Oil        | 29  | Nicola Lacorte           | 1–5, 7-8 |
| DAMS Lucas Oil        | 29  | Nikita Johnson           | 6        |
| DAMS Lucas Oil        | 30  | Matías Zagazeta          | 1–8      |
| DAMS Lucas Oil        | 31  | Christian Ho             | 1–8      |

### Mudanças na equipe
Após 15 anos competindo na F3 e na sua antecessora GP3, a Jenzer Motorsport deixa o campeonato para se concentrar nos campeonatos de Fórmula 4. Assim, a DAMS Lucas Oil assumirá seu lugar como a décima equipe da série, retornando ao terceiro nível das corridas de fórmula sancionadas pela FIA pela primeira vez desde a GP3 Series de 2017.
O programa de jovens pilotos TGR-DC da Toyota Gazoo Racing formou uma nova parceria com a Hitech Grand Prix em 2025, com esta última passando a se denominar "Hitech TGR".

### Mudanças nos pilotos
A Prema Racing terá uma formação totalmente nova, já que seus três pilotos de 2024, Arvid Lindblad, Dino Beganovic e Gabriele Minì deixaram a equipe, com pelo menos dois deles se garantindo na F2 em 2025. Dois juniores da McLaren saem da FRECA para a F3: Ugo Ugochukwu e Brando Badoer, enquanto o assento final da Prema será ocupado por Noel León, que deixará a Van Amersfoort Racing após terminar em décimo com a equipe em 2024.
A Trident também enviou um de seus pilotos para a Fórmula 2, já que o atual campeão Leonardo Fornaroli irá para a Fórmula 2 com a Invicta Racing, enquanto seus outros dois pilotos, Sami Meguetounif e Santiago Ramos, partiram. A equipe recrutou o austríaco Charlie Wurz, que ficou em 22º lugar com a Jenzer em sua temporada de estreia na F3, bem como o brasileiro da Ferrari Driver Academy Rafael Câmara, que é o atual campeão da Fórmula Regional Europeia, e o dinamarquês Noah Strømsted, que sobe para a F3 depois de competir pela RPM na FRECA e de fazer uma aparição única na temporada passada com a Campos.
A ART Grand Prix viu Christian Mansell e Nikola Tsolov deixarem a equipe, com o último se mudando para a Campos Racing. Para substituí-los, contratou dois pilotos da FRECA: o finlandês júnior da Ferrari Tuukka Taponen, que já substituiu Tsolov por uma rodada em 2024, e o australiano James Wharton, que também fez uma aparição como substituto em 2024 na Hitech.
A Campos Racing contratou dois pilotos vindos de outras equipes para substituir Oliver Goethe e Sebastián Montoya. Além de Nikola Tsolov, que retorna à equipe com a qual conquistou o título na F4 espanhola de 2022, a equipe espanhola contratou o tailandês Tasanapol Inthraphuvasak, que deixa a AIX Racing após ficar em 24º lugar com a equipe em seu ano de estreia, e que também retorna à equipe pela qual correu na Eurocup-3 em 2023.
A Hitech Pulse-Eight promoveu Gerrard Xie de sua equipe na GB3, com quem o piloto chinês ficou em sétimo lugar na temporada 2024.
A MP Motorsport promoveu Bruno del Pino de sua equipe da Eurocup-3, na qual foi campeão dos rookies em 2023.
Após duas temporadas na F3, Tommy Smith deixará a Van Amersfoort Racing e o campeonato para competir na Indy NXT com a HMD Motorsports.
A Rodin Motorsport dispensou Piotr Wiśnicki e Joseph Loake, promoveu o atual campeão da GB3 Louis Sharp e contratou o campeão da Fórmula Regional da Oceania de 2024, Roman Bilinski, que vem de três anos competindo com a Trident na FRECA.
A nova equipe DAMS Lucas Oil contratou Matías Zagazeta, que fará sua segunda temporada no campeonato após terminar em 25º com a Jenzer em 2024. Seu companheiro será o piloto da Alpine Academy, Nicola Lacorte, que vem da FRECA após terminar em 21º com a Trident em 2024.

## Calendário
A temporada terá as mesmas dez rodadas do ano anterior.
| Rodada | Circuito                                  | Corrida curta | Corrida longa |
| ------ | ----------------------------------------- | ------------- | ------------- |
| 1      | Circuito de Albert Park, Melbourne        | 15 de março   | 16 de março   |
| 2      | Circuito Internacional do Barém, Sakhir   | 12 de abril   | 13 de abril   |
| 3      | Circuito de Ímola, Ímola                  | 17 de maio    | 18 de maio    |
| 4      | Circuito de Mônaco, Mônaco                | 24 de maio    | 25 de maio    |
| 5      | Circuito de Barcelona-Catalunha, Montmeló | 31 de maio    | 1 de junho    |
| 6      | Red Bull Ring, Spielberg                  | 28 de junho   | 29 de junho   |
| 7      | Circuito de Silverstone, Silverstone      | 5 de julho    | 6 de julho    |
| 8      | Circuito de Spa-Francorchamps, Stavelot   | 26 de julho   | 27 de julho   |
| 9      | Hungaroring, Mogyoród                     | 2 de agosto   | 3 de agosto   |
| 10     | Circuito de Monza, Monza                  | 6 de setembro | 7 de setembro |
| Fonte: |                                           |               |               |

## Mudanças na regulamentação

### Regulamentos técnicos
Haverá a introdução de um novo chassi e pacote de motor nessa temporada. O chassi Dallara F3 2019, que era usado pela Fórmula 3 desde 2019, será substituído pelo Dallara F3 2025.

## Resultados e classificações

### Por Etapa
| Etapa | Etapa             | Etapa | Pole position  | Tempo    | Volta mais rápida    | Tempo             | Piloto vencedor          | Equipe vencedora      | Relatório |
| ----- | ----------------- | ----- | -------------- | -------- | -------------------- | ----------------- | ------------------------ | --------------------- | --------- |
| 1     | Melbourne         | SR    |                |          | Martinius Stenshorne | 1:38.069          | Santiago Ramos           | Van Amersfoort Racing | Relatório |
| 1     | Melbourne         | FR    | Rafael Câmara  | 1:34.999 | Rafael Câmara        | 1:49.748          | Rafael Câmara            | Trident               | Relatório |
| 2     | Sakhir            | SR    |                |          | Freddie Slater       | 1:53.383          | Nikola Tsolov            | Campos Racing         | Relatório |
| 2     | Sakhir            | FR    | Rafael Câmara  | 1:49.214 | Rafael Câmara        | 1:52.931          | Rafael Câmara            | Trident               | Relatório |
| 3     | Imola             | SR    |                |          | Noah Strømsted       | 1:34.581          | Tim Tramnitz             | MP Motorsport         | Relatório |
| 3     | Imola             | FR    | Rafael Câmara  | 1:32.206 | Noah Strømsted       | 1:34.141          | Santiago Ramos           | Van Amersfoort Racing | Relatório |
| 4     | Mônaco            | SR    |                |          | Martinius Stenshorne | 1:25.483          | Martinius Stenshorne     | Hitech TGR            | Relatório |
| 4     | Mônaco            | FR    | Nikola Tsolov  | 1:24.882 | Nikola Tsolov        | 1:24.886          | Nikola Tsolov            | Campos Racing         | Relatório |
| 5     | Barcelona         | SR    |                |          | Santiago Ramos       | 1:32.225          | Ivan Domingues           | Van Amersfoort Racing | Relatório |
| 5     | Barcelona         | FR    | Rafael Câmara  | 1:28.761 | Rafael Câmara        | 1:31.350          | Rafael Câmara            | Trident               | Relatório |
| 6     | Spielberg         | SR    |                |          | Martinius Stenshorne | 1:23.107          | James Wharton            | ART Grand Prix        | Relatório |
| 6     | Spielberg         | FR    | Nikola Tsolov  | 1:20.743 | Martinius Stenshorne | 1:23.185          | Martinius Stenshorne     | Hitech TGR            | Relatório |
| 7     | Silverstone       | SR    |                |          | Théophile Naël       | 1:47.541          | Tasanapol Inthraphuvasak | Campos Racing         | Relatório |
| 7     | Silverstone       | FR    | Nikola Tsolov  | 1:45.043 | Laurens van Hoepen   | 2:03.052          | Mari Boya                | Campos Racing         | Relatório |
| 8     | Spa-Francorchamps | SR    |                |          | Noah Strømsted       | 2:06.800          | Noah Strømsted           | Trident               | Relatório |
| 8     | Spa-Francorchamps | FR    | Brad Benavides | 2:04.253 | Corrida cancelada    | Corrida cancelada | Corrida cancelada        | Corrida cancelada     | Relatório |
| 9     | Budapeste         | SR    |                |          | Ivan Domingues       | 1:36.278          | Tasanapol Inthraphuvasak | Campos Racing         | Relatório |
| 9     | Budapeste         | FR    | Rafael Câmara  | 1:33.888 | Noel León            | 1:50.508          | Rafael Câmara            | Trident               | Relatório |
| 10    | Monza             | SR    |                |          |                      |                   |                          |                       | Relatório |
| 10    | Monza             | FR    |                |          |                      |                   |                          |                       | Relatório |

### Sistema de pontuação
Pontuarão os pilotos que forem os dez primeiros classificados em ambas as corridas. O piloto que fizer a pole position na corrida principal também receberá dois pontos, e um ponto extra será dado ao piloto que fizer a volta mais rápida nas corridas principal e sprint, desde que termine entre os dez primeiros. Se o piloto que fez a volta mais rápida não estiver no Top-10, o ponto será dado ao piloto que fez a volta mais rápida dentre os dez primeiros. Nenhum ponto extra será dado ao pole da sprint, já que o grid é definido ao inverter os doze primeiros classificados.
Pontos de corrida sprint
Serão atribuídos pontos aos dez primeiros classificados, com um ponto extra sendo destinado ao piloto que fizer a volta mais rápida e terminar entre os dez primeiros.
| Posição | 1º | 2º | 3º | 4º | 5º | 6º | 7º | 8º | 9º | 10º | VMR |
| Pontos  | 10 | 9  | 8  | 7  | 6  | 5  | 4  | 3  | 2  | 1   | 1   |

Pontos de corrida principal
Pontuarão os dez primeiros classificados. Serão concedidos pontos extras ao piloto que fizer a pole position e ao piloto que fizer a volta mais rápida e terminar entre os dez primeiros.
| Posição | 1º | 2º | 3º | 4º | 5º | 6º | 7º | 8º | 9º | 10º | Pole | VMR |
| Pontos  | 25 | 18 | 15 | 12 | 10 | 8  | 6  | 4  | 2  | 1   | 2    | 1   |

### Campeonato de Pilotos
| Pos. | Piloto                   | MEL | MEL | SAK | SAK | IMO | IMO | MCO | MCO | BCN | BCN | SPI | SPI | SIL | SIL | SPA | SPA | BUD | BUD | MON | MON | Pontos |
| Pos. | Piloto                   | CC  | CL  | CC  | CL  | CC  | CL  | CC  | CL  | CC  | CL  | CC  | CL  | CC  | CL  | CC  | CL  | CC  | CL  | CC  | CL  | Pontos |
| ---- | ------------------------ | --- | --- | --- | --- | --- | --- | --- | --- | --- | --- | --- | --- | --- | --- | --- | --- | --- | --- | --- | --- | ------ |
| 1    | Rafael Câmara            | Ret | 1   | 12  | 1   | 11  | 3   | 7   | Ret | Ret | 1   | 9   | 5   | 8   | 22  | 5   | C   | 8   | 1   |     |     | 156    |
| 2    | Mari Boya                | 12  | 17  | 15  | 8   | Ret | 5   | 8   | 3   | 7   | 23  | 5   | 3   | 3   | 1   | 14  | C   | 7   | 2   |     |     | 107    |
| 3    | Nikola Tsolov            | 8   | Ret | 1   | 5   | 3   | 9   | 24  | 1   | 3   | 5   | 3   | DSQ | 29  | 20  | 4   | C   | 15  | 6   |     |     | 106    |
| 4    | Tim Tramnitz             | Ret | 5   | 6   | 3   | 1   | 6   | 5   | 5   | Ret | 7   | 6   | 2   | 11  | 18  | 12  | C   | 13  | 13  |     |     | 93     |
| 5    | Martinius Stenshorne     | 2   | 8   | 5   | 18  | 13  | 11  | 1   | 8   | Ret | 9   | 7   | 1   | 2   | 17  | 7   | C   | 23  | 26  |     |     | 80     |
| 6    | Noah Strømsted           | Ret | 2   | 10  | 6   | 6   | 2   | Ret | 18  | Ret | 8   | 21  | 7   | 13  | 28  | 1   | C   | 17  | 12  |     |     | 73     |
| 7    | Théophile Naël           | 7   | 3   | Ret | 15  | 20  | 26  | 16  | 22  | 5   | 2   | 11  | 11  | 19  | 2   | 22  | C   | 9   | 5   |     |     | 70     |
| 8    | Tuukka Taponen           | 13  | 20  | 3   | 4   | 7   | 4   | 2   | 7   | Ret | 19  | Ret | 21  | 18  | 10  | 18  | C   | 11  | 3   |     |     | 67     |
| 9    | Alessandro Giusti        | 21  | 25  | 7   | 7   | 10  | 7   | 4   | 10  | 6   | 3   | 2   | 13  | 12  | 14  | 10  | C   | Ret | 9   |     |     | 57     |
| 10   | Charlie Wurz             | Ret | 6   | 9   | 11  | 23  | 16  | 6   | Ret | 14  | 13  | Ret | 6   | 9   | 16  | 3   | C   | 3   | 4   |     |     | 53     |
| 11   | Laurens van Hoepen       | Ret | 12  | 16  | 12  | 17  | 10  | 3   | 6   | 4   | 4   | 12  | 8   | 4   | 7   | 23  | C   | 20  | 8   |     |     | 52     |
| 12   | Tasanapol Inthraphuvasak | 4   | 7   | 18  | 16  | 19  | 17  | 18  | 12  | 9   | 11  | 4   | 16  | 1   | 13  | 6   | C   | 1   | 10  |     |     | 49     |
| 13   | Roman Bilinski           | 3   | 9   | 20  | 13  | 5   | 8   | 11  | 2   | Ret | Ret | 15  | 24  | 10  | 4   | 13  | C   | 14  | 14  |     |     | 49     |
| 14   | Santiago Ramos           | 1   | 16  | Ret | 14  | 27  | 1   | Ret | 16  | 2   | Ret | 13  | 28  | 15  | 8   | 21  | C   | 12  | 19  |     |     | 48     |
| 15   | Callum Voisin            | 9   | Ret | 4   | 2   | 26  | 18  | 10  | 4   | 16  | 10  | 8   | 9   | 22  | 19  | 17  | C   | 18  | 15  |     |     | 48     |
| 16   | Ugo Ugochukwu            | 11  | 10  | Ret | 27  | 8   | 14  | 13  | 14  | 22  | 20  | 16  | 4   | 5   | 21  | 2   | C   | 2   | Ret |     |     | 41     |
| 17   | James Wharton            | Ret | 21  | 13  | 28  | 22  | 13  | 22  | 11  | 8   | 16  | 1   | 15  | 16  | 6   | 20  | C   | 5   | Ret |     |     | 25     |
| 18   | Noel León                | 10  | 13  | 11  | 17  | 9   | 28  |     |     | 10  | 18  | 10  | 12  | 7   | 3   | 15  | C   | Ret | 17  |     |     | 21     |
| 19   | Ivan Domingues           | 20  | 19  | Ret | 19  | 25  | Ret | Ret | 20  | 1   | 6   | Ret | 22  | 11  | 17  | 29  | C   | 26  | 24  |     |     | 18     |
| 20   | Nikita Bedrin            | 6   | 4   |     |     |     |     |     |     |     |     |     |     |     |     |     |     |     |     |     |     | 17     |
| 21   | Christian Ho             | 14  | Ret | 8   | 10  | 21  | 21  | 15  | 13  | 11  | 14  | Ret | 25  | 6   | 5   | 28  | C   | 20  | 20  |     |     | 16     |
| 22   | Bruno del Pino           | Ret | 23  | 19  | 9   | 2   | 27  | 23  | Ret | 12  | 17  | 21  | 22  | 20  | 9   | 8   | C   | 19  | 25  |     |     | 16     |
| 23   | Brando Badoer            | 18  | 26  | 22  | 21  | 16  | 19  | 21  | Ret | 17  | Ret | 24  | Ret | Ret | 12  | 8   | C   | 6   | 7   |     |     | 13     |
| 24   | Louis Sharp              | 17  | 14  | 14  | 23  | 4   | 12  | 9   | 9   | 13  | 12  | Ret | 17  | 21  | Ret | 25  | C   | 16  | 11  |     |     | 11     |
| 25   | Freddie Slater           |     |     | 2   | Ret |     |     |     |     |     |     |     |     |     |     | 26  | C   |     |     |     |     | 10     |
| 26   | James Hedley             |     |     |     |     | 18  | 23  | Les | Les |     |     | 20  | 27  | 25  | 28  | 24  | C   | 4   | 22  |     |     | 7      |
| 27   | Matías Zagazeta          | 5   | 22  | 17  | 29  | Ret | 22  | 15  | 17  | 18  | 15  | 17  | 19  | 25  | 25  | Ret | C   | 25  | 16  |     |     | 6      |
| 28   | Brad Benavides           |     |     |     |     | 12  | 24  | 12  | Ret | 15  | 25  | Ret | 10  | 14  | Ret | 19  | C   | Ret | Ret |     |     | 4      |
| 29   | Gerrard Xie              | 15  | 18  | 21  | 26  | 24  | 20  | 19  | 19  | 20  | 21  | 22  | 18  | 24  | 25  | 11  | C   | 10  | Ret |     |     | 1      |
| 30   | Joshua Dufek             | 22  | 11  | Ret | 22  | 14  | 15  | 14  | 17  |     |     |     |     |     |     |     |     |     |     |     |     | 0      |
| 31   | Jesse Carrasquedo        |     |     |     |     |     |     |     |     | 23  | 22  | 14  | 14  |     |     |     |     |     |     |     |     | 0      |
| 32   | Nicola Lacorte           | 16  | 24  | Ret | 20  | 15  | 25  | 19  | Ret | EX  | EX  |     |     | 22  | 15  | 16  | C   | Ret | 18  |     |     | 0      |
| 33   | Javier Sagrera           | Ret | 15  | 23  | 24  |     |     |     |     |     |     |     |     |     |     |     |     |     |     |     |     | 0      |
| 34   | Nikita Johnson           |     |     |     |     |     |     |     |     |     |     | 18  | 23  | 24  | 27  |     |     | 23  | 21  |     |     | 0      |
| 35   | Nicola Marinangeli       | 19  | 27  | Ret | 25  |     |     | 20  | 21  | 21  | 24  | 19  | 26  | 28  | 27  | 27  | C   | 22  | 23  |     |     | 0      |
| 36   | José Garfias             |     |     |     |     |     |     |     |     | 24  | Ret |     |     |     |     |     |     |     |     |     |     | 0      |
| Pos. | Piloto                   | CC  | CL  | CC  | CL  | CC  | CL  | CC  | CL  | CC  | CL  | CC  | CL  | CC  | CL  | CC  | CL  | CC  | CL  | CC  | CL  | Pontos |
| Pos. | Piloto                   | MEL | MEL | SAK | SAK | IMO | IMO | MCO | MCO | BCN | BCN | SPI | SPI | SIL | SIL | SPA | SPA | BUD | BUD | MON | MON | Pontos |

| Cor        | Resultado             |
| ---------- | --------------------- |
| Ouro       | Vencedor              |
| Prata      | 2.º lugar             |
| Bronze     | 3.º lugar             |
| Verde      | Terminou, nos pontos  |
| Azul       | Terminou, sem pontos  |
| Púrpura    | Ret – Retirou-se      |
| Vermelho   | NQ – Não qualificado  |
| Preto      | DSQ – Desqualificado  |
| Branco     | NL – Não largou       |
| Branco     | C – Corrida cancelada |
| Azul claro | AT – Apenas Treino    |
| Sem cor    | NP – Não participou   |
| Sem cor    | Les – Lesionado       |
| Sem cor    | EX – Excluído         |

### Campeonato de Equipes
| Pos. | Equipe                | Nº | MEL | MEL | SAK | SAK | IMO | IMO | MCO | MCO | BCN | BCN | SPI | SPI | SIL | SIL | SPA | SPA | BUD | BUD | MON | MON | Pontos |
| Pos. | Equipe                | Nº | CC  | CL  | CC  | CL  | CC  | CL  | CC  | CL  | CC  | CL  | CC  | CL  | CC  | CL  | CC  | CL  | CC  | CL  | CC  | CL  | Pontos |
| ---- | --------------------- | -- | --- | --- | --- | --- | --- | --- | --- | --- | --- | --- | --- | --- | --- | --- | --- | --- | --- | --- | --- | --- | ------ |
| 1    | Trident               | 4  | Ret | 2   | 10  | 6   | 6   | 2   | Ret | 18  | Ret | 8   | 21  | 7   | 13  | 28  | 1   | C   |     |     |     |     | 232    |
| 1    | Trident               | 5  | Ret | 1   | 12  | 1   | 11  | 3   | 7   | Ret | Ret | 1   | 9   | 5   | 8   | 22  | 5   | C   |     |     |     |     | 232    |
| 1    | Trident               | 6  | Ret | 6   | 9   | 11  | 23  | 16  | 6   | Ret | 14  | 13  | Ret | 6   | 9   | 16  | 3   | C   |     |     |     |     | 232    |
| 2    | Campos Racing         | 10 | 12  | 17  | 15  | 8   | Ret | 5   | 8   | 3   | 7   | 23  | 5   | 3   | 3   | 1   | 14  | C   |     |     |     |     | 221    |
| 2    | Campos Racing         | 11 | 4   | 7   | 18  | 16  | 19  | 17  | 18  | 12  | 9   | 11  | 4   | 16  | 1   | 13  | 6   | C   |     |     |     |     | 221    |
| 2    | Campos Racing         | 12 | 8   | Ret | 1   | 5   | 3   | 9   | 24  | 1   | 3   | 5   | 3   | DSQ | 29  | 20  | 4   | C   |     |     |     |     | 221    |
| 3    | MP Motorsport         | 17 | Ret | 5   | 6   | 3   | 1   | 6   | 5   | 5   | Ret | 7   | 6   | 2   | 11  | 18  | 12  | C   |     |     |     |     | 164    |
| 3    | MP Motorsport         | 18 | Ret | 23  | 19  | 9   | 2   | 27  | 23  | Ret | 12  | 17  | 21  | 22  | 20  | 9   | 8   | C   |     |     |     |     | 164    |
| 3    | MP Motorsport         | 19 | 21  | 25  | 7   | 7   | 10  | 7   | 4   | 10  | 6   | 3   | 2   | 13  | 12  | 14  | 10  | C   |     |     |     |     | 164    |
| 4    | Van Amersfoort Racing | 20 | 7   | 3   | Ret | 15  | 20  | 26  | 16  | 22  | 5   | 2   | 11  | 11  | 19  | 2   | 22  | C   |     |     |     |     | 124    |
| 4    | Van Amersfoort Racing | 21 | 1   | 16  | Ret | 14  | 27  | 1   | Ret | 16  | 2   | Ret | 13  | 28  | 15  | 8   | 21  | C   |     |     |     |     | 124    |
| 4    | Van Amersfoort Racing | 22 | 20  | 19  | Ret | 19  | 25  | Ret | Ret | 20  | 1   | 6   | Ret | 22  | 11  | 17  | 29  | C   |     |     |     |     | 124    |
| 5    | ART Grand Prix        | 7  | Ret | 12  | 16  | 12  | 17  | 10  | 3   | 6   | 4   | 4   | 12  | 8   | 4   | 7   | 23  | C   |     |     |     |     | 119    |
| 5    | ART Grand Prix        | 8  | 13  | 20  | 3   | 4   | 7   | 4   | 2   | 7   | Ret | 19  | Ret | 21  | 18  | 10  | 18  | C   |     |     |     |     | 119    |
| 5    | ART Grand Prix        | 9  | Ret | 21  | 13  | 28  | 22  | 13  | 22  | 11  | 8   | 16  | 1   | 15  | 16  | 6   | 20  | C   |     |     |     |     | 119    |
| 6    | Rodin Motorsport      | 23 | 9   | Ret | 4   | 2   | 26  | 18  | 10  | 4   | 16  | 10  | 8   | 9   | 22  | 19  | 17  | C   |     |     |     |     | 108    |
| 6    | Rodin Motorsport      | 24 | 17  | 14  | 14  | 23  | 4   | 12  | 9   | 9   | 13  | 12  | Ret | 17  | 21  | Ret | 25  | C   |     |     |     |     | 108    |
| 6    | Rodin Motorsport      | 25 | 3   | 9   | 20  | 13  | 5   | 8   | 11  | 2   | Ret | Ret | 15  | 24  | 10  | 4   | 13  | C   |     |     |     |     | 108    |
| 7    | Hitech TGR            | 14 | 2   | 8   | 5   | 18  | 13  | 11  | 1   | 8   | Ret | 9   | 7   | 1   | 2   | 17  | 7   | C   |     |     |     |     | 80     |
| 7    | Hitech TGR            | 15 | 22  | 11  | Ret | 22  | 14  | 15  | 14  | 17  | 23  | 22  | 14  | 14  | 24  | 27  | 26  | C   |     |     |     |     | 80     |
| 7    | Hitech TGR            | 16 | 15  | 18  | 21  | 26  | 24  | 20  | 19  | 19  | 20  | 21  | 22  | 18  | 24  | 25  | 11  | C   |     |     |     |     | 80     |
| 8    | Prema Racing          | 1  | 18  | 26  | 22  | 21  | 16  | 19  | 21  | Ret | 17  | Ret | 24  | Ret | Ret | 12  | 9   | C   |     |     |     |     | 54     |
| 8    | Prema Racing          | 2  | 10  | 13  | 11  | 17  | 9   | 28  |     |     | 10  | 18  | 10  | 12  | 7   | 3   | 15  | C   |     |     |     |     | 54     |
| 8    | Prema Racing          | 3  | 11  | 10  | Ret | 27  | 8   | 14  | 13  | 14  | 22  | 20  | 16  | 4   | 5   | 21  | 2   | C   |     |     |     |     | 54     |
| 9    | AIX Racing            | 26 | Ret | 15  | 23  | 24  | 18  | 23  | Les | Les | 24  | Ret | 20  | 27  | 25  | 28  | 24  | C   |     |     |     |     | 31     |
| 9    | AIX Racing            | 27 | 19  | 27  | Ret | 25  |     |     | 20  | 21  | 21  | 24  | 19  | 26  | 28  | 27  | 27  | C   |     |     |     |     | 31     |
| 9    | AIX Racing            | 28 | 6   | 4   | 2   | Ret | 12  | 24  | 12  | Ret | 15  | 25  | Ret | 10  | 14  | Ret | 19  | C   |     |     |     |     | 31     |
| 10   | DAMS Lucas Oil        | 29 | 16  | 24  | Ret | 20  | 15  | 25  | 19  | Ret | EX  | EX  | 18  | 23  | 22  | 15  | 16  | C   |     |     |     |     | 23     |
| 10   | DAMS Lucas Oil        | 30 | 5   | 22  | 17  | 29  | Ret | 22  | 15  | 17  | 18  | 15  | 17  | 19  | 25  | 25  | Ret | C   |     |     |     |     | 23     |
| 10   | DAMS Lucas Oil        | 31 | 14  | Ret | 8   | 10  | 21  | 21  | 15  | 13  | 11  | 14  | Ret | 25  | 6   | 5   | 28  | C   |     |     |     |     | 23     |
| Pos. | Piloto                | Nº | CC  | CL  | CC  | CL  | CC  | CL  | CC  | CL  | CC  | CL  | CC  | CL  | CC  | CL  | CC  | CL  | CC  | CL  | CC  | CL  | Pontos |
| Pos. | Piloto                | Nº | MEL | MEL | SAK | SAK | IMO | IMO | MCO | MCO | BCN | BCN | SPI | SPI | SIL | SIL | SPA | SPA | BUD | BUD | MON | MON | Pontos |

| Cor        | Resultado             |
| ---------- | --------------------- |
| Ouro       | Vencedor              |
| Prata      | 2.º lugar             |
| Bronze     | 3.º lugar             |
| Verde      | Terminou, nos pontos  |
| Azul       | Terminou, sem pontos  |
| Púrpura    | Ret – Retirou-se      |
| Vermelho   | NQ – Não qualificado  |
| Preto      | DSQ – Desqualificado  |
| Branco     | NL – Não largou       |
| Branco     | C – Corrida cancelada |
| Azul claro | AT – Apenas Treino    |
| Sem cor    | NP – Não participou   |
| Sem cor    | Les – Lesionado       |
| Sem cor    | EX – Excluído         |